# مستشفى سانت فينسنت
مستشفى سانت فينسنت (بالإنجليزية: St Vincent's Hospital)‏ هو مستشفى روماني كاثوليكي ويقع في مدينة سيدني في ضاحية دارلينجهيرست. يتم تمويل ودمج المستشفى في نظام الصحة العام لولاية نيو ساوث ويلز وتشغيله من قبل جمعية سانت فنسنت للصحة. المستشفى مرتبط مع جامعة نيو ساوث ويلز الطبية.
تأسسس المستشفى أصلاً في عام 1857 من قبل خمس راهبات إيرلنديات من رهبنة المحبة، حيث هاجرت الراهبات إلى سيدني في عام 1838 مع بعثة لمساعدة الفقراء والمحرومين. وشملت بعض من أعمالهن في وقت مبكر مساعدة ضحايا انتشار وباء الإنفلونزا عام 1844. ثلاث من الراهبات المؤسسات للمستشفى كنّ قد درسن التمريض المهني في فرنسا، وإنشاء المستشفى مجانًا لجميع الناس. مع تنامي الطلب، تم نقل المؤسسة إلى موقعها الحالي في دارلينجهيرست في 1870. احتفل مستشفى بعيد ميلادها ال150 في عام 2007.
يشكل المستشفى جزءًا من شبكة مستشفيات سانت فنسنت، يدار المستشفى من قبل راهبات المحبة.